# Enoch Arden (pel·lícula de 1915)
Enoch Arden és una pel·lícula muda dirigida per Christy Cabanne i protagonitzada per Alfred Paget i Lillian Gish. Basada en el poema homònim d'Alfred Tennyson amb guió de D. W. Griffith, es va estrenar el 8 d'abril de 1915. Griffith ja havia fet anteriorment tres altres versions d'aquest poema, “After Many Years” (1908), “The Unchanging Sea” (1910) i “Enoch Arden” (1911).

## Argument
En un poble de pescadors anglès durant el segle xviii Enoch, Annie i Walter creixen com a amics. Els dos nois estimen Annie i tot i que ella decideix casar-se amb Enoch, Walter, tot i el desencís, segueix sent el seu amic. Enoch i Annie tenen dos fills. Després d'un any molt dolent per a la pesca Enoch decideix embarcar-se per proveir per a la seva família. Assegura que el viatge ha de durar menys d'un any i demana a Walter que vetlli per la seva família mentre no torni. Enoch no torna, i Walter, que ha esdevingut una persona acomodada es preocupa d'Annie i dels seus fills.
Passats deu anys tothom creu que Enoch ha mort i Walter i Annie s'acaben casant. En realitat Enoch ha naufragat i viscut en una illa durant molts anys fins que no és rescatat. Una nit arriba un desconegut a la casa i per una finestra veu Walter, Annie i els nens que conviuen feliços. El foraster, que és Enoch, troba una dona gran que li explica què va passar. Enoch li demana que guardi el seu secret i marxa. Anys després, en el seu llit de mort, explica la seva història a una anciana i li demana que la faci arribar a la seva dona.

## Repartiment
- Alfred Paget (Enoch Arden)
- Lillian Gish (Annie Lee)
- Wallace Reid (Walter Fenn)
- D. W. Griffith (Mr. Ray)
- Mildred Harris (la nena)
- Betty Marsh